# Anaspis subtilis
Anaspis subtilis là một loài bọ cánh cứng trong họ Scraptiidae. Loài này được Hampe miêu tả khoa học năm 1870.